# La Lecture de la sentence de Marie Stuart
La Lecture de la sentence de Marie Stuart est un tableau peint par Eugène Devéria en 1826. Il représente la lecture de la condamnation à mort de Marie Stuart.
Il est conservé au musée des beaux-arts d'Angers à Angers.

## Contexte de conception
Devéria oriente déjà depuis plus d’un an ses œuvres vers la description de personnalités au parcours dramatique de la fin du Moyen Âge, lorsqu’il prend la sentence de Marie Stuart pour thème. Cette personnalité est, à cette époque, l’objet de nombreuses représentations artistiques, dont la pièce de Schiller, traduite en français en 1816, et jouée par la Comédie-Française, selon une adaptation de Lebrun, ayant inspiré Eugène Devéria.
Le tableau fait partie des quelques œuvres ouvrant l’art au romantisme, rejoint un an plus tard par la Naissance d’Henri IV, dû à Devéria. Les sujets choisis, et leurs traitements dans ces peintures, reflètent alors toute une réflexion développée dans les cercles d’intellectuels et artistes de ce moment, et matérialisée l'année suivante dans la Préface de Cromwell, de Victor Hugo (1827).

## Sujet historique
La Lecture de la sentence de Marie Stuart fait référence, avec les libertés qu’a voulu utiliser l’auteur, au dernier épisode de la vie de Marie I d’Écosse (1542 – 1587). 
Devenue reine d’Écosse 6 jours après sa naissance, à la mort de Jacques V d'Écosse, elle quittera le pays à l’âge de 6 ans, promise en mariage à François II, futur roi de France, pour que l’Écosse soit défendue par la France contre le royaume d’Angleterre. Elle sera très appréciée par la cour pour ses connaissances, sa culture, et son goût pour l’art. 
La mort de Marie Tudor, en 1558, en Angleterre, fera naître une longue polémique. En effet, Elisabeth Ire sera proclamée reine, mais Marie Stuart restera jugée descendante légitime du trône par les catholiques, Elisabeth Ire étant considérée comme issue d’une union illégitime pour ceux-ci.
En 1559, Henri II meurt accidentellement, laissant le trône à François II, et son épouse, Marie Stuart. Peu de temps après, la mère de celle-ci, Marie de Guise, gouvernant l’Écosse, meurt également. Le parlement, favorable à l’Angleterre, reconnaît Elisabeth Ire et instaure le protestantisme comme religion officielle. L’alliance entre l’Écosse et la France est rompue. 18 mois après son accession au pouvoir, François II décède à la suite d'une maladie. Ne trouvant de possibilité de mariage avec Don Carlos, infant d’Espagne, Marie Stuart, veuve, décide de rentrer en Écosse.
Parvenant à plaire et se faire respecter par ses nouveaux sujets, Marie Stuart imposera en Écosse un respect des religions. Mais ses sentiments pour Lord Henri Darnley, et son mariage avec lui vont faire basculer son destin. Lord Henri Darnley, exerçant son pouvoir de manière maladroite et vaniteuse, menait une vie de débauche, persécutant dans le même temps tous les favoris de la reine. Marie Stuart finit par laisser assassiner son mari par ses opposants, étant même soupçonnée de les y avoir aidé activement. L'un des principaux responsables de la mort de Lord Henri Darnley, Lord Bothwell, épouse d'ailleurs la reine à la mort de Darnley. Délaissée par ses partisans, Marie Stuart fut incarcérée, forcée d’abandonner le trône d’Écosse à son fils, Jacques VI. Puis elle s’évade, et se réfugie en Angleterre. Marie Stuart ne renonçant pas non plus à revendiquer le trône d’Angleterre, et étant le point de ralliement de nombreux opposants à Elisabeth, celle-ci l’assigne à résidence durant 18 ans, pour finir par ordonner sa décapitation.

## Description
La scène se déroule dans une salle aux murs construits sur des arcs brisés, aux ornements gothiques. Un étendard rouge comprenant deux blasons est suspendu au-dessus des personnages principaux. En haut des marches d’une estrade sombre, un homme lit la sentence, avec derrière lui, d’autres personnages debout, dont un homme tenant un livre, côte à côte avec des gardes armés. Entre ces personnes, assise, Marie Stuart écoute l’annonce de sa condamnation, la tête baissée, recueillie sur la croix qu’elle tient dans sa main, avec dignité et tristesse. 
Au pied de l’estrade, un homme assis sur un siège aux dorures ouvragées, une fourrure sur les épaules, et un autre homme, debout, ayant retiré sa coiffe, mais ayant une attitude imposante, semblent être les personnalités les plus importantes, parmi la foule d’hommes écoutant, debout, la lecture de la sentence. Le peintre emploie des couleurs chaudes, le noir et le rouge prédominant dans tout le tableau, ces deux tons habillant entièrement deux personnages encadrant Marie Stuart et l’homme lisant la condamnation. Dans cette atmosphère sombre, une zone lumineuse éclaire le mur, au-dessus de l’estrade. 
Parmi la foule, Eugène Devéria se représente accompagné de son frère, se symbolisant en tant que témoins capables de réanimer l’histoire.  

## Réception et postérité
Cette œuvre est exposée, tout d’abord, hors catalogue à la galerie Lebrun, lors de l’exposition au profit des Grecs, en 1826. Elle suscite l’émoi de deux critiques, qui la placent comme un exemple parfait de la tendance émergente. Selon Victor Hugo : «cet échafaud, cette royale victime, ce cercle de personnages historiques, et jusqu’aux vitraux, ces ogives, ces murs armoriés, tout émeut, tout intéresse » . Vitet écrit dans Le Globe « beaucoup d’esprit dans la tête et la pose de Marie », « cette scène est grandiose, elle fait impression, elle a une teinte tout à fait locale ; voilà déjà bien des qualités pour un tableau d’histoire » . Au salon de Douai, en juillet 1827, il reçoit ainsi la médaille d’argent.
Le tableau est diffusé grâce à la lithographie qu'en réalise le frère du peintre Achille Devéria. 
Le 4 novembre 1827, il fait partie des œuvres exposées au Salon, mais passe alors inaperçu, ne générant aucune réaction auprès des critiques. Par le biais du Salon, ce tableau est acheté par le duc Edouard de Fitz-James, descendant de Marie Stuart. Il l’intégrera ensuite dans la collection de la tragédienne Rachel Félix, le duc Edouard de Fitz-James ayant l’habitude de décorer son Petit Salon de l’hôtel Trudon. Il disparaît à la suite de sa vente après décès pour sept cent cinq francs, et refait son apparition lorsque le musée d'Angers se l'approprie.
Il est présenté lors des expositions de Pau en 2006, de La Rochelle en 2010. En 2014, il est prêté au Musée des beaux-arts de Lyon dans le cadre de l'exposition L'invention du Passé. Histoires de cœur et d'épée 1802-1850.